# نسخه‌نویسی الکترونیکی

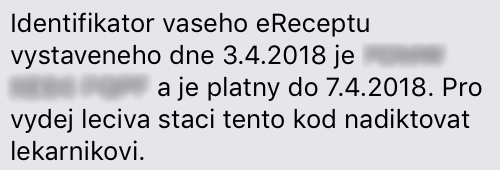
فرمت اس‌ام‌اس یک نسخه

نسخه‌نویسی الکترونیکی (به انگلیسی: Electronic prescription) فرآیندی دربردارنده ایجاد، ارسال و بایگانی یک نسخه پزشکی است. این فرآیند جایگزینی نوین برای نسخه‌های کاغذی و نمابری است. نسخه‌نویسی الکترونیکی به پزشک، دستیار پزشک، داروساز و یا پرستار امکان می‌دهد با استفاده از نرم‌افزاری ویژه، یک نسخه جدید را به یک مرکز درمانی یا داروخانه ارسال کنند. ارسال سریع یک نسخه قابل‌فهم و به دور از خطا، از اصلی‌ترین مزایای این فرآیند هستند. نسخه الکترونیک همچنین امکان گذار به ثبت دیجیتال سوابق بیمار را نیز فراهم می‌سازد.همچنین امکان ثبت داروی جایگزین و هشدار تداخل دارویی را دارد. 